# Jim Reeves
James Travis Reeves (Galloway (Texas), 20 augustus 1923 – Brentwood (Tennessee), nabij Nashville, 31 juli 1964) alias Gentleman Jim was een Amerikaanse country-zanger die bekend werd om zijn warme fluwelen stem.

## Biografie
Reeves werd geboren in Galloway in Texas als jongste in een gezin met negen kinderen. Zijn vader overleed toen hij pas een jaar oud was. Ondanks zijn liefde voor de muziek begon hij een carrière als honkballer, waaraan in 1947 een vroegtijdig einde kwam door een enkelblessure. Hij kreeg een baan als dj bij een radiostation in Louisiana en in 1953 nam hij zijn eerste succesplaat, Mexican Joe, op die een nummer 1-notering kreeg. In 1955 tekende hij een contract met RCA en werd lid van de Grand Ole Opry. Tegen het einde van de jaren 50 kwam de rock-'n-roll op en verschoof Reeves onder invloed van Chet Atkins zijn stijl van de pure country wat in die richting. Reeves was - met Patsy Cline - een van de eersten die de Nashville-sound brachten.
Jim Reeves was een van de eersten die met 'close talking'-microfoontechniek werkte, iets wat zijn stem extra goed deed uitkomen. Reeves had in 1963 een meningsverschil met RCA, omdat hij vond dat andere artiesten meer aandacht kregen dan hij. Hij had aan zijn contractverplichtingen voldaan, wat betreft het aantal opnames dat hij moest maken. Hij weigerde daarom enkele maanden in 1963 in de RCA recordingstudio B in Nashville te verschijnen. Door tussenkomst van RCA Nashville division producer en vriend Chet Atkins werd dit bijgelegd en begon Reeves weer met opnames maken. Dat Reeves' close to the mike technique en ruzie met een opnametechnicus hiertoe zouden hebben geleid is een fabeltje. Het verhaal klopt wel dat een opnametechnicus werd vervangen maar dit heeft niet geleid tot Reeves' weigering platen op te nemen voor RCA.
Jim Reeves was een perfectionist en ergerde zich aan Louis Nunley van de Anita Kerr Singers, die constant grappen maakte in de studio. Een tijdje is Nunley ook niet in de studio geweest voor opnames. Ook dit is later weer bijgelegd.
Op 31 juli 1964 vloog Reeves, hoewel hij (nog) geen geldig vliegbrevet had voor zijn net aangekochte Beechcraft-type Bonanza, een Debonair model 33 met vliegtuigregistratienummer N8972M, samen met zijn manager, pianist en vriend Dean Manuel, terug naar huis, toen zij geconfronteerd werden met een zware onweersbui in de nabijheid van de luchthaven. Tijdens de nadering negeerde Reeves de aanwijzingen van de luchtverkeersleiding om een andere koers te volgen vanwege deze gigantische onweersbui. Korte tijd later werd het toestel getroffen door de bliksem en crashte het, waardoor beiden omkwamen.
Een paar van de nummers die hem bekend maakten, zijn:
- Mexican Joe
- Yonder comes a sucker
- A fool such as I
- Distant drums
- I love you because
- I won't forget you
- Adios Amigo
- Blue Boy
- Billy Bayou
- Home
- Am I Losing You

Zijn grootste hit werd He'll have to go, dat hij opnam in 1959/1960. Jim Reeves heeft ook een plaat uitgebracht met daarop uitsluitend liedjes in het Afrikaans, getiteld Jy Is My Liefling, nadat hij in Zuid-Afrika een rol speelde in een film Kimberly Jim
Lang na zijn dood heeft Reeves nog hitlijstnoteringen gekregen; de laatste in een duet met Patsy Cline I fall to pieces uit 1982. Een en ander was mogelijk door de enorme hoeveelheden niet uitgebracht studiomateriaal en het zorgvuldige beheer daarvan door zijn vrouw.
Postuum werd Reeves in 1967 opgenomen in de Country Music Hall of Fame, in 1998 in de Texas Country Music Hall of Fame en in 2010 in America's Old Time Country Music Hall of Fame.

## Discografie

### Albums
| Album met eventuele hitnotering(en) in de Nederlandse Album Top 100 | Datum van verschijnen | Datum van binnenkomst | Hoogste positie | Aantal weken | Opmerkingen |
| ------------------------------------------------------------------- | --------------------- | --------------------- | --------------- | ------------ | ----------- |
| Forever                                                             |                       | 20 september 1975     | 16              | 11           |             |
| 40 golden greats                                                    |                       | 15 januari 1977       | 8               | 15           |             |
| Memories                                                            |                       | 6 september 1986      | 45              | 9            |             |

### Singles
| Single met eventuele hitnotering(en) in de Nederlandse Top 40 | Datum van verschijnen | Datum van binnenkomst | Hoogste positie | Aantal weken | Opmerkingen |
| Pre-Top 40                                                    | Pre-Top 40            | Pre-Top 40            | Pre-Top 40      | Pre-Top 40   | Pre-Top 40  |
| ------------------------------------------------------------- | --------------------- | --------------------- | --------------- | ------------ | ----------- |
| Bimbo                                                         | 1954                  |                       |                 |              |             |
| He'll have to go                                              |                       | juni 1960             | 3               | 8 M          |             |
| Adios amigo                                                   |                       | december 1962         | 19              | 2 M          |             |
| Tijd voor Teenagers Top 10                                    |                       |                       |                 |              |             |
| I love you because                                            |                       | 9 mei 1964            | 9               | 2            |             |
| I won't forget you                                            |                       | 25 juli 1964          | 5               | 23           |             |
| There's a heartache following me                              |                       | 28 november 1964      | 10              | 5            |             |
| Top 40                                                        |                       |                       |                 |              |             |
| I won't forget you                                            |                       | 2 januari 1965        | 36              | 2            |             |
| There's a heartache following me                              |                       | 2 januari 1965        | 11              | 4            |             |
| Distant drums                                                 |                       | 8 oktober 1966        | 5               | 19           |             |
| I won't come in while he's there                              |                       | 4 maart 1967          | 23              | 3            |             |
| Trying to forget                                              |                       | 22 juli 1967          | tip             |              |             |
| M = aantal maanden (Pre-Top 40)                               |                       |                       |                 |              |             |

### NPO Radio 2 Top 2000
| Nummers met noteringen in de NPO Radio 2 Top 2000 | '99  | '00  | '01  | '02  | '03  | '04  | '05  | '06  | '07  | '08  | '09  | '10  | '11  | '12  |
| ------------------------------------------------- | ---- | ---- | ---- | ---- | ---- | ---- | ---- | ---- | ---- | ---- | ---- | ---- | ---- | ---- |
| Adios Amigo                                       | -    | -    | -    | -    | -    | -    | -    | -    | 1558 | -    | -    | -    | -    | -    |
| Distant Drums                                     | 1129 | -    | -    | 1305 | 1449 | 1504 | 1456 | 1335 | 1158 | 1363 | 1670 | 1506 | 1763 | 1829 |
| He'll Have to Go                                  | 857  | 1211 | 1547 | 1330 | 812  | 1378 | 1340 | 1334 | 985  | 1162 | 1751 | 1637 | -    | 1996 |
| I Love You Because                                | 1029 | -    | 1632 | -    | 1370 | 1582 | 1353 | 1289 | 548  | 1043 | 1573 | 1653 | 1947 | 1923 |

1. ↑  Een '-' betekent dat het nummer niet was genoteerd en een vetgedrukt getal geeft de hoogste notering van een nummer aan.
2. ↑  Deze tabel is bijgewerkt tot en met de laatste editie (2024).

### Evergreen Top 1000
| Evergreen Top 1000 "I won't forget you" | Evergreen Top 1000 "I won't forget you" | Evergreen Top 1000 "I won't forget you" | Evergreen Top 1000 "I won't forget you" | Evergreen Top 1000 "I won't forget you" | Evergreen Top 1000 "I won't forget you" | Evergreen Top 1000 "I won't forget you" | Evergreen Top 1000 "I won't forget you" | Evergreen Top 1000 "I won't forget you" | Evergreen Top 1000 "I won't forget you" | Evergreen Top 1000 "I won't forget you" | Evergreen Top 1000 "I won't forget you" | Evergreen Top 1000 "I won't forget you" | Evergreen Top 1000 "I won't forget you" | Evergreen Top 1000 "I won't forget you" | Evergreen Top 1000 "I won't forget you" |
| Jaar                                    | 2008                                    | 2009                                    | 2010                                    | 2011                                    | 2012                                    | 2013                                    | 2014                                    | 2015                                    | 2016                                    | 2017                                    | 2018                                    | 2019                                    | 2020                                    | 2021                                    | 2022                                    |
| --------------------------------------- | --------------------------------------- | --------------------------------------- | --------------------------------------- | --------------------------------------- | --------------------------------------- | --------------------------------------- | --------------------------------------- | --------------------------------------- | --------------------------------------- | --------------------------------------- | --------------------------------------- | --------------------------------------- | --------------------------------------- | --------------------------------------- | --------------------------------------- |
| Positie                                 | 892                                     | 60                                      | 677                                     | 674                                     | 607                                     | 132                                     | 91                                      | 160                                     | 151                                     | 302                                     | 301                                     | 282                                     | 381                                     | 287                                     | 333                                     |

| Evergreen Top 1000 "Distant Drums" | Evergreen Top 1000 "Distant Drums" | Evergreen Top 1000 "Distant Drums" | Evergreen Top 1000 "Distant Drums" | Evergreen Top 1000 "Distant Drums" | Evergreen Top 1000 "Distant Drums" | Evergreen Top 1000 "Distant Drums" | Evergreen Top 1000 "Distant Drums" | Evergreen Top 1000 "Distant Drums" | Evergreen Top 1000 "Distant Drums" | Evergreen Top 1000 "Distant Drums" | Evergreen Top 1000 "Distant Drums" | Evergreen Top 1000 "Distant Drums" | Evergreen Top 1000 "Distant Drums" | Evergreen Top 1000 "Distant Drums" | Evergreen Top 1000 "Distant Drums" | Evergreen Top 1000 "Distant Drums" |
| Jaar                               | 2008                               | 2009                               | 2010                               | 2011                               | 2012                               | 2013                               | 2014                               | 2015                               | 2016                               | 2017                               | 2018                               | 2019                               | 2020                               | 2021                               | 2022                               | 2023                               |
| ---------------------------------- | ---------------------------------- | ---------------------------------- | ---------------------------------- | ---------------------------------- | ---------------------------------- | ---------------------------------- | ---------------------------------- | ---------------------------------- | ---------------------------------- | ---------------------------------- | ---------------------------------- | ---------------------------------- | ---------------------------------- | ---------------------------------- | ---------------------------------- | ---------------------------------- |
| Positie                            | 27                                 | 32                                 | 51                                 | 51                                 | 62                                 | 27                                 | 45                                 | 26                                 | 28                                 | 62                                 | 67                                 | 98                                 | 91                                 | 105                                | 131                                | 112                                |

- Bibsys: 62400
- Biblioteca Nacional de España: XX871435
- Bibliothèque nationale de France: cb13898877j (data)
- Gemeinsame Normdatei: 120891255
- International Standard Name Identifier: 0000 0000 7360 2863
- Library of Congress Control Number: n81149281
- Nationale Bibliotheek van Letland: 000314087
- MusicBrainz: 2c05faf7-5cc8-4476-9daa-d177ad75cd34
- Nationale Bibliotheek van Tsjechië: mzk2004240536
- Nationale Bibliotheek van Israël: 987007499007005171
- Nederlandse Thesaurus van Auteursnamen: 07357855X
- SNAC: w6xv187n
- Virtual International Authority File: 64192947
- WorldCat: E39PBJxmKPhbrGCBhDgTVgKPQq